# اریکا بنکس
اریکا بنکس (انگلیسی: Erica Banks؛ زاده ۵ اکتبر ۱۹۹۸) رپر کانادایی-آمریکایی است که در دسوتو، تگزاس متولد و بزرگ شده‌است.

## اوایل زندگی
بنکس در دسوتو، تگزاس به دنیا آمد و بزرگ شد. در سن ۱۲ سالگی شروع به نوشتن شعر کرد و در چندین مسابقه مدرسه برنده شد و رپ را از دبیرستان شروع کرد.